# Ñuu
Ñuu es un término mixteco que designa la unidad básica de la organización política de los mixtecos. Es equivalente a los altépetl de los pueblos nahuas. El término designa la organización estatal en la época prehispánica de este pueblo. Por lo tanto, sirve para designar tanto a la ciudad-Estado como a la nación. Por ejemplo, muchas localidades en mixteco incluían esta palabra en su nombre, como Tilantongo, que en mixteco era llamada Ñuu Tnoo (Ciudad Negra). El país de los mixtecos era llamado Ñuu Dzahui (País de la Lluvia), término que también designaba a la nación mixteca (la nación de la lluvia).
Un ñuu estaba constituido generalmente por una sola comunidad. Esta comunidad contaba con un yyá toniñe (noble señor) que la gobernaba. El yya toniñe habitaba un palacio imperial, que era llamado aniñe. En algunas ocasiones un yya toniñe podía casarse con una yyá dzehe toniñe (noble señora) de otro ñuu, con el propósito de establecer una alianza política con otro linaje. A esta unión se le conocía como yuhuitayu.